# Gambische Schwimmmeisterschaft 2018
Die Gambische Schwimmmeisterschaft 2018 fand Anfang Dezember 2018 im QCity in Bijilo (Gambia) statt.
Die Meisterschaft, die erste in der Geschichte Gambias, wurde von der Gambia Swimming Association (GSA) organisiert.  Mehr als 25 Schwimmer aus den verschiedenen Regionen des Landes nahmen an dieser Meisterschaft teil.
Modou Lamin Saine aus Bakau war der erfolgreichste Teilnehmer dieser Meisterschaft. Bei den Wettbewerb 200-m-Freistil der Herren wurde er mit 2:47 min. vor Omar Darboe aus Tanji und Ebrima Sorrie Buwaro Sieger. Auch bei den 50-m-Brust- und 50-m-Rückenschwimmen der Herren erreichte er mit 0:37:97 bzw. 0:31:75 jeweils den ersten Platz.
In dem Wettbewerb 100-m-Freistil der Frauen belegte Aina Vive Roca mit 1:23 den ersten Platz, gefolgt von Christina Aziz mit 1:41 Minuten. Ida Cham belegte mit 1:56 den 3. Platz.